# 418e Squadron RCAF
418e "City of Edmonton" Squadron RCAF was een eenheid uit de Royal Canadian Air Force, dat gevormd werd tijdens de Tweede Wereldoorlog.

## Geschiedenis

### Tweede Wereldoorlog
Het 418e Squadron RCAF was Canada's best scorende squadron tijdens de Tweede Wereldoorlog. Zowel in de luchtgevechten als in het vernietigen van gronddoelen, dag en nacht. Het squadron was het meest actief in 1944 toen ze ingezet werden in Intruder en Ranger opdrachten verspreid over heel Europa.
Deze vluchten werden gemaakt op een lage hoogte om te ontsnappen aan radardetectie. Hierdoor kon het 418e Squadron diep in het hart van het vijandelijke gebied komen om schade aan te richten aan vertrekkende of terugkerende lutwaffe night-fighter vliegtuigen, aan vliegvelden (Intruder vluchten) of aan iets anders van militaire waarde (Ranger vluchten).
Als een Intruder squadron hebben de toestellen van het 418e geen radar uitrusting. Ook 's nachts niet, de doelen moeten gespot worden met het blote oog. De crew van het 418e waren hierin gespecialiseerd en danken hun grote successen hierdoor.

### Na de oorlog
Een paar maanden na de oorlog werd het squadron opnieuw gevormd. Deze keer vlogen ze met de B-25 Mitchell. Hun rol veranderde van Intruder naar 'tactical bomber' met als thuisbasis Edmond Municipal Airport. Op dat moment bestond de Canadese luchtmacht voornamelijk uit reservisten en het 418e was daarin geen uitzondering. In de regio van Edmond gaven studenten, zakenmensen en andere hun vrije tijd op om het noorden van Canada te beschermen. In 1958 werden de budgetten van defensie teruggeschroefd, hierdoor veranderde de rol van het 418e naar een transporteenheid. Ze verhuisde naar de basis van RCAF Station Namao en vlogen vanaf toen met de Single Otter en de C-45 Expeditor. Hun taken varieerde van civiele hulp tot bevoorrading.
Met de eenmaking van de strijdkrachten schakelde het squadron over naar De Havilland Twin Otter. Hiermee veranderde ook de rol van het squadron naar een Search and Rescue en licht tactisch transport eenheid. Het 418e is momenteel ontbonden en de CC-138 Twin Otter's vliegen momenteel voor het 440e “Red Bat” Squadron dat gestationeerd is in Yellowknife.

## Commanding Officers

### 1942-1945[1]
- Wg Cdr J. H. Little (december 1942)
- Wg Cdr P. Y. Davoud DFC (juni 1943)
- Wg Cdr D. C. S. MacDonald DFC (januari 1944)
- Wg Cdr R. J. Bennell (februari 1944)
- Wg Cdr A. Barker (maart 1944)
- Wg Cdr R. Bannock DFC (oktober 1944)
- Wg Cdr J. C. Wickett (november 1944)
- Wg Cdr D. B. Annan (februari 1945)
- Wg Cdr H. D. Cleveland DFC (mei 1945)